# ロータス寺院
ロータス寺院（ロータスじいん）は、インド北部の都市デリーにあるバハイ信教の礼拝堂である。ロータス・テンプルとも呼ばれる。建立は1986年12月で、総建築費は、1,000万ドルである。
インド亜大陸の総本山で、ハスのような特徴的な形から、街の観光スポットとなっている。他のバハイ信教の礼拝堂と同様、信仰する宗教等に関係なく内部を見学できる。2001年度のCNNの報告によると、2001年の終わりまでに7,000万人以上の来場者が訪れ、世界で最も人が訪れた建物とされた。

## 受賞歴
- 1987年、建築家にen:Institution of Structural Engineersから、本建物の「見た目のインパクトのなかに、とても目を引く花の美しさの模倣があった」ことから、「建築と宗教美術の優秀賞」を授与された[3]。
- 1987年、建築家に「Interfaith Forum on Religion, Art and Architecture, Affiliate of the American Institute of Architects, Washington, D.C」から、「建築と宗教美術の優秀賞」を授与された[4]。
- 1988年、北米照明技術協会から、 Paul Waterbury Outdoor Lighting Design Awardが授与された[4]。
- 1989年、the Maharashtra-India Chapter of the American Concrete Institute から、コンクリート建築優秀賞を授与された[4]。
- エンサイクロペディア・ブリタニカ1994年版の「建築」の項目に、この時代の卓越した建物と認定された[4]。
- 2000年、中国の建築協会が出版した「World Architecture 1900-2000: A Critical Mosaic, Volume Eight, South Asia」に20世紀の模範的な建物の1つとして掲載された[5]。
- 2000年、オーストリアのウィーンに本拠を置くGlobArt Academyは、建築家に「GlobArt Academy 2000賞」を授与した[5]。

その他、多くの出版物や映像作品に取り上げられている。